# Resteröd
Resteröd är en småort i Resteröds socken i Uddevalla kommun i Västra Götalands län. Småorten omfattar bebyggelse vid Rannebergsbukten en kilometer väster om Resteröds kyrka.